# Gwenaëlle Stubbe
Gwenaëlle Stubbe est une poète belge née à Bruxelles le 29 septembre 1972 .
Elle obtient une maîtrise en lettres, son mémoire ayant porté sur le poète belge Carl Norac.
En plus de l'écriture de ses livres, elle crée des fictions radiophoniques, participe à des lectures et à des ateliers d'écriture.
On peut écouter certains de ses textes sur Arte radio.

## Fictions radiophoniques
- Jeunes entre vide et ville, L’autre écoute sur RTBF1, juin 2001[5]
- Les moutons sauvages, L’autre écoute sur RTBF1, décembre 2001[5].

## Prix
- Prix de la Découverte de 'Académie royale de langue et de littérature françaises: poème «Partition sur l'écharde» et reçoit le prix Lockem 1997[6]
- Prix AMIC de l’Académie française, Paris, pour l’ensemble de l’œuvre, 2003[7].
- Prix Nicole Houssa 2000. Décerné par l’Académie Royale de Langue et Littérature françaises de Belgique pour le livre Un serpent de fumée[8].
- Médaille d'argent au concours de littérature des IVes Jeux de la Francophonie en 2001 au Canada.